# Greater Tzaneen
Greater Tzaneen es un municipio local sudafricano situado en el distrito de Mopani, en la provincia de Limpopo.

## Superficie
Greater Tzaneen tiene una superficie de 2896 km².

## Demografía
En 2022, tenía 478 254 habitantes, una densidad poblacional de 165,1 hab./km², y 129 579 viviendas.